# 布萊德曼路
布萊德曼路（英語：Sir Donald Bradman Drive），又譯伯文爵士路，是南澳州阿德萊德一條主要道路。道路呈東西走向，連接阿德萊德市中心及西部市郊，亦是前往阿德萊德機場主要取道之一。
道路原屬寶必列者道（Burbridge Road）一部份。在2001年1月1日，為了紀念澳洲板球運動員唐納德·布萊德曼，政府將界乎市中心至西部市郊的一段寶必列者道獨立，是為布萊德曼路。